# 알렉산드르 페트로프
알렉산드르 안드레예비치 페트로프(러시아어: Александр Андреевич Петров, Aleksandr Andreevich Petrov, 1989년 1월 25일 ~ )는 러시아의 배우이다. 그는 《인베이젼 2020》(2020년), 《T-34》(2019년), 《어트랙션》(2017년) 그리고 《고골 더비기닝: 유령살인》(2017년)에서 맡은 역할로 유명하다.